# Clara Ycart Canal
Clara Ycart Canal (Matadepera, Vallès Occidental, 10 de gener de 1999) és una jugadora d'hoquei sobre herba catalana.
Es formà al planter de l'Atlètic Terrassa Hockey Club i debutà a la Divisió d'Honor amb el Club Deportiu Terrassa. L'estiu de 2021 fitxà pel Düsseldorfer Hockey Club alemany, amb el qual es proclamà campió de Lliga en dues ocasions (2021-22, 2023-24) i aconseguí la medalla de bronze a l'Eurolliga d'hoquei sobre herba de 2023. En la modalitat d'hoquei sala, aconseguí dos títols de Lliga (2022, 2023) i s'ha proclamat campiona d'Europa el 2024. La temporada 2024-25 ha fitxat de nou pel Club Deportiu Terrassa. Internacional amb la selecció espanyola en vuitanta-sis entre 2017 i 2023, aconseguí la medalla de bronze al Campionat d'Europa de 2019 i participà als Jocs Olímpics de Tokio 2020, finalitzant en setena posició.